# José Piqueras
José Piqueras Muñoz (La Carolina, 3 de julio de 1884-Linares, 15 de abril de 1939) fue un maestro albañil y político socialista español, ejecutado víctima de la represión durante la dictadura franquista.

## Biografía
Miembro de la Unión General de Trabajadores (UGT) y del Partido Socialista Obrero Español (PSOE) desde la década de 1900, tras pasar un tiempo trabajando en Madrid, se volvió a establecer en su localidad natal. Participó como delegado en los congresos de UGT de 1922 y 1928, y en el extraordinario del PSOE de 1931. Durante la Segunda República fue miembro de la dirección nacional de UGT. También fue masón, incorporado en la logia Hispanoamericana n.º 379 de Madrid.
Fue elegido alcalde de La Carolina durante la Restauración tras las elecciones de 1920 y, de nuevo en el período republicano, de 1931 a 1934 y de 1936 a 1939. Se presentó por la circunscripción de Jaén como candidato al Congreso de los Diputados en las elecciones de 1923, sin resultar elegido. Sí lo fue, no obstante, en las elecciones generales parciales de octubre de 1931 celebradas para cubrir las vacantes de quienes habían obtenido más de un escaño por distintas circunscripciones; en el caso de Piqueras cubrió la de Anastasio de Gracia, que había obtenido también escaño por Toledo. Durante este período de su actividad política previo al golpe de Estado de julio de 1936 que dio inicio a la guerra civil, fue cesado como alcalde tras la huelga de 1927 en la dictadura primoriverista y por los sucesos revolucionarios de 1934, cuando fue encarcelado y condenado a 18 años de prisión por su liderazgo en La Carolina en los enfrentamientos con las fuerzas de seguridad.
Repuesto en su cargo en febrero de 1936, al iniciarse la guerra formó una columna de milicianos en su comarca que participó en el frente de la provincia de Córdoba, para ser nombrado poco después, gobernador civil de Jaén, destino que mantuvo once meses, hasta agosto de 1937. Al finalizar el conflicto su vehículo fue interceptado por un grupo de falangistas en Arquillos, trasladado a Linares preso, juzgado en consejo de guerra sumarísimo el 10 de abril y ejecutado cinco días después en el cementerio de Linares junto a Francisco Gil Teruel y Juan Antonio Barberán Pérez.